# La vall Abraham
La vall Abraham (títol original: Vale Abraão) és una pel·lícula portuguesa dirigida per Manoel de Oliveira, estrenada l'any 1993, adaptat de la novel·la homònima d'Agustina Bessa-Luís, moderna transposició de Madame Bovary al Portugal contemporani. Ha estat doblada al català.

## Argument
Sobre les vores del Duero, en la propietat del Romesal, Ema, una adolescent de 14 anys és educades pel seu pare, auster però simpàtic, envoltada de la seva devota tia i de les servidores del domini: Branca, Marina i Rithina, que és muda.
Encara que coixa a causa d'una malaltia infantil, Ema descobreix els obrers del seu pare, la mirada dels quals sobre ella no és innocent, i ella en gaudeix innocentment fins al punt de provocar accidents de cotxes mentre que ella galleja sobre la seva terrassa.
El doctor Carlos de Paiva, resident al Val d'Abraham, una propietat veïna, és el primer a sucumbir en una trobada fortuïta al restaurant.
Carlos torna a veure Ema alguns anys més tard mentre va a cuidar Branca que acaba d'avortar d'un pretenent de Ema. En ple dol de la seva tia, ha canviat però està més bonica que mai. Poc després, Carlos, vidu des de fa poc, demana la seva mà. Ema, conscient que no experimenta cap sentiment per Carlos, abandona doncs el Romesal pel Val Abrao en companyia de Rithina.
Amb ocasió d'un ball on troba tota l' « aristocràcia » de la vall, Ema fa els seus primers passos al món. Immediatament, atreu les ires de les dones però també els favors dels homes més influents: entre ells Perdo Luminares, un intel·lectual quinquagenari, Semblano, un provocador hedonista envellit i Fernado Osorio, un jove propietari arruïnat (« fa temps cobert d'or, no li queda actualment més que al nivell dels genolls! »).
Ràpidament, mentre que Luminares esdevé el seu confident, Osorio esdevé el seu amant. La convida a viure regularment a la seva propietat vinícola del Vesuvio on es distreuen en boges carreres en vaixell. Carlos, per qui « la bellesa de Ema pot justificar la vida d'un home » li deixa una total llibertat i sembla alegrar-se d'algunes aventures. No obstant això el tren de vida de Ema l'obliga visiblement a invertir moltíssim a la Borsa.
Ara mare de dues filles, Ema continua refugiant-se regularment al Vesuvio encara que Osorio resideix a partir d'ara a l'estranger. Sota el patrocini de « madame » l'anciana propietària del Vesuvio, al seu frenesí de seducció insatisfeta, Ema sucumbeix a l'encant de Fortunato, el nebot de Caires, l'explotador del domini, més tard a la joventut del fill de Semblano, pseudo violonista virtuós, promesos a la seva pròpia filla. Només Luminares resisteix al parany destructor de la bellesa de la d'ara endavant famosa « Bovarinha ».

## Repartiment
- Leonor Silveira: Ema Cardeano Paiva
- Luís Miguel Cintra: Carlo Paiva
- Ruy de Carvalho: Paulino Cardeano
- Luís Lima Barreto: Pedro Luminares
- Micheline Larpin: Simona
- Diogo Dória: Fernando Osorio
- José Pinto: Caires
- Filipe Cochofel: Fortunato
- João Perry: Pedro Dossem
- António Reis: Semblano
- Mario Barroso: El narrador
- Isabel Ruth: Ritinha

## Crítica
| «                                               | No cal haver vist tota la filmografia d'Oliveira, no cal ser familiar de Flaubert, per berenar-ne l'esplendor i l'emoció: Val Abraham és aquest món complet on agrada deambular, un món accessible (per riu, tren i carretera), un món fèrtil on floreixen la tristesa i el perill, on es verema la bellesa i la intel·ligència. Oliveira és alhora creador i contista. » - — Jean-Michel Frodon, Le Monde, 3 setembre | » |
| — Jean-Michel Frodon, Le Monde, 3 setembre 1993 | |   |

- "Bell i intens exercici en el qual les imatges i les paraules s'armen en un arriscat i vibrant contrapunt, contemplada per una veu en off eterna. Pel mig, l'aventura més suggeridora i profunda del cinema modern"[3]

## Premis
- Festival Internacional de cinema de São Paulo 1993: premi de la crítica
- Festival Internacional de cinema de Tòquio 1993: premi millor contribució artística